# 218 Bianca
218 Bianca è un asteroide della fascia principale del diametro medio di circa 60,62 km. Scoperto nel 1880, presenta un'orbita caratterizzata da un semiasse maggiore pari a 2,6660924 UA e da un'eccentricità di 0,1170914, inclinata di 15,22550° rispetto all'eclittica.
Il suo nome è dedicato alla cantante d'opera austriaca Bianca Bianchi (pseudonimo di Bertha Schwarz).